# Sifra
Ne doit pas être confondu avec Sifre.
Sifra (en araméen : סִפְרָא, ce qui signifie « livre ») est le Midrash halakha du Lévitique. Il est fréquemment cité dans le Talmud, et son étude suivait celle de la Mishna, ainsi qu'il apparaît dans Tanhuma, cité dans Or Zaroua, i. 7b.
De même que le Livre du Lévitique lui-même, le midrash est quelquefois appelé « Torat Cohanim » (Ḳid. 33a; Sanh. 103b; Cant. R. vi. 8), et dans deux passages aussi « Sifra debe Rab » (Ber. 11b, 18b).

## Auteur
Maïmonide, dans l'introduction de son Yad ha-Ḥazaḳah, et d'autres, cités par Friedmann, dans l'introduction de son édition du Mekhilta (p. xxvi., Vienne, 1870), ont déclaré que le titre « Sifra debe Rab » indique que Abba Arika (surnommé « Rab ») est l'auteur du Sifra.